# Salvador Cortés
Salvador Cortés Mariscal, né le 3 août 1981 à Séville (Espagne), est un matador espagnol.

## Présentation
Un an et demi seulement après l’alternative, Salvador Cortés pratique déjà un toreo abouti. Il est révélé au public lors de son alternative sévillane, mais tombe immédiatement dans l’oubli du mundillo. Il remonte peu à peu la pente, arrachant à chaque (rare) corrida son engagement pour la prochaine. À la force du poignet, il apparaît en fin de saison 2005 dans une catégorie de matadors peu répandus : ceux capable de toréer des taureaux de tous types, et de pratiquer avec le même talent un toreo « artistique » et un toreo « guerrier ». Au cours de l’année 2006, il a confirmé son talent et paraît aux yeux des spécialistes, comme l’un des plus sûrs espoirs. Il lui faut encore convaincre le public, ce qui se révèle parfois plus difficile que de combattre le taureau.

### Carrière
- Débuts en public : Alcalá de Guadaíra (Espagne, province de Séville) le 26 juin 1997
- Débuts en novillada avec picadors : Malaga (Espagne) le 14 août 1999, aux côtés de Jesús Almería, José Miguel Montoya, « Ojedita », Eduardo Ortega et David Rubio. Novillos de la ganadería de los Hermanos Rubio.
- Présentation à Madrid : 8 septembre 2002 aux côtés de Sergio Aguilar et Antonio José Blanco. Novillos de la ganadería de Francisco Campos Peña.
- Alternative : Séville le 11 avril 2005. Parrain, Morante de la Puebla ; témoin, Matías Tejela. Taureaux de la ganadería de Núñez del Cuvillo.
- Confirmation d’alternative à Madrid : 10 mai 2006. Parrain, Miguel Abellán ; témoin Antón Cortés. Taureaux de la ganadería de Martelilla.